# Батлье Беррес, Луис
Луис Конрадо Батлье Беррес (исп. Luis Conrado Batlle Berres; 26 ноября 1897 — 15 июля 1964) — уругвайский журналист и политик, президент Уругвая в 1947–1951 годах. Правнук Хосепа Батлье-и-Каррео, давшего начало уругвайской политической династии Батлье.

## Биография
Родился в 1897 году в Монтевидео, его родителями были Луис Батлье-и-Ордоньес и Петрона Беррес Макинтайр. В 1908 году стал сиротой, поэтому рос и воспитывался в доме своего дяди Хосе. Получил юридическое образование, в 1923 году был избран депутатом парламента. После того, как в 1933 году президент Габриэль Терра осуществил переворот, был вынужден вместе с семьёй эмигрировать в Буэнос-Айрес.
В 1942 году президент Альфредо Бальдомир совершил «хороший переворот», и Уругвай вернулся к демократической политической системе. В 1943-45 годах Луис Батлье Беррес был главой Палаты представителей уругвайского парламента, а в конце 1946 года пошёл на президентские выборы в качестве партнёра Томаса Берреты. После того, как победивший на выборах Беррета стал с 1 марта 1947 года президентом страны, Луис Батлье Беррес стал вице-президентом. Когда 2 августа 1947 года Томас Беррета скончался от рака простаты, Луис Батлье Беррес стал президентом Уругвая.
Бурная политическая жизнь привела к образованию множества политических течений; в частности, образовалась группа молодых политиков, которых называли «младотурками Луиса Батлье». Политическая борьба привела также к расколу внутри партии «Колорадо», сторонники Батлье образовали фракцию «список 15», выдвинутый которой Андрес Мартинес Труэба и победил на очередных президентских выборах.
Андрес Мартинес решил перейти к коллегиальной форме правления, и на референдуме была принята новая Конституция, в соответствии с которой в 1952 году был упразднён пост президента, а страной стал управлять Национальный Совет Правительства из 9 человек (6 человек от правящей партии и 3 человека от второй по численности партии парламента). Луис Батлье Беррес входил во 2-й состав Совета (1955-1959) и был председателем Совета в 1955-56 годах.
После того, как в 1958 году партия «Колорадо», десятилетиями бывшая у власти, проиграла выборы и оказалась в оппозиции, Луис Батлье решил уйти с передовой политической сцены и поддержать политическую карьеру своего сына Хорхе.